# センゴク男子 花の乱
『センゴク男子 花の乱』（センゴクだんし はなのらん）は、すももももによる日本の漫画作品。『月刊プリンセス』（秋田書店）にて、2009年7月号から2011年5月号まで連載。全5巻。

## あらすじ
叔母が経営する天海芸能事務所の手伝いをしている花。付き合っていた人気タレントの繚に裏切られ傷心する花は、祖父に京都に連れてこられる。そこで祖父が発明した時風丸によって現れた謎の四人組。彼らは、「本能寺の変」で明智光秀に滅ぼされる寸前の織田信長、そして家臣の森三兄弟だった。東京で花の家に暮らすことになった彼らは、花の叔母の事務所の危機を救うため、映画に出ることになる。

## 登場人物
登場人物はコミックス第1巻〜第3巻を元に作成。

### 主人公
花
17歳。恐らく学校には通っていない模様。叔母の事務所の手伝いをしている。付き合っていたタレントの繚に裏切られ傷心するが、後に厳しい中に優しさのある乱丸に惹かれていく。昔、子役をやっていたことがあるが、変な男に襲われかけたことをきっかけに芸能活動を辞める。
森乱丸
18歳。森三兄弟の長男で、織田信長の家臣。乗り物酔い。綺麗な顔立ちであるが、少々堅物キャラ。花の祖父が発明した時風丸によって現代にタイムスリップしてしまう。最初は花を警戒して冷たい態度を取っていたが、健気に物事を頑張る花が気になっていく。

### その他の主要人物
森坊丸
17歳。森三兄弟の二男で、織田信長の家臣。糸目が特徴。方向音痴。よく喋る。
森力丸
16歳。森三兄弟の三男で、織田信長の家臣。無表情で口数は少ないが、それなりに感情表現がある。
繚
元天海芸能事務所のタレント。花と付き合っていたが、天海芸能事務所を裏切って大手芸能事務所に移籍してしまう。大手芸能事務所に移籍後も花に未練がある様子。
織田信長
森三兄弟を家臣に率いる主人。森三兄弟にとっては絶対なる主君であり、父親的存在でもある。
花の祖父
いつも変な発明をしている。織田信長と森三兄弟がタイムスリップで現代に来たことによって、実験の成功が実証される。花のことは、実の娘のように思っている。
花の叔母
天海芸能事務所の経営者。森三兄弟の活躍によって、事務所の危機を免れる。
蜻蛉（あきつ）
花の昔からの親友。見た目は少年のようだが、実は女。

## 単行本
- 第1巻2010年1月30日発売、ISBN 978-4-253-19184-5
- 第2巻2010年5月30日発売、ISBN 978-4-253-19185-2
- 第3巻2010年10月30日発売、ISBN 978-4-253-19186-9